# Erebus Montes
Erebus Montes é um grupo de montanhas nos quadrângulos de Diacria e Cebrenia em Marte, localizado a 35.69 ° norte e 185.0 ° oeste.  Seu diâmetro é de 785 km e seu nome vem de uma formação de albedo a 26º N, 182º W. 

Erebus Montes (THEMIS)